# サン＝ジュニエ
サン＝ジュニエ(Saint-Geniez)は、フランス南東部アルプ＝ド＝オート＝プロヴァンス県のコミューンである。